# Marco Papirio Craso
Marco Papirio Craso  fue un político romano del siglo V a. C. perteneciente a la gens Papiria. Diodoro Sículo le da el praenomen Manio.

## Familia
Craso fue miembro de los Papirios Crasos, una de las primeras familias patricias de la gens Papiria.

## Consulado
Fue elegido cónsul en el año 441 a. C. que se significó por la celebración de los juegos prometidos por los decenviros tras la secesión de la plebe. Uno de los tribunos de la plebe trató de obtener del Senado nuevas concesiones de tierras amenazando con bloquear la leva, aunque aquel año no hubo conflictos externos.